# José Martínez González
José Martínez González (29 de mayo de 1953-14 de febrero de 1981), más conocido como Pepe Martínez, fue un futbolista mexicano que jugaba en la posición de mediocampista ofensivo. Jugó para el Club Deportivo Guadalajara toda su carrera, ya que apenas a sus 27 años sufrió un accidente que le arrebató la vida.
Nació en Santa Cruz del Astillero, Jalisco, el 29 de mayo de 1953, fue el único de once hermanos en interesarse por el fútbol y jugar profesionalmente. Antes de los siete años, empezaría a jugar en equipos de su localidad, pero fue hasta los 14 años cuando tuvo el permiso familiar para trasladarse a Guadalajara.
Salvador Valencia, entonces Vocal de Consejo Directivo del Club Guadalajara y futuro suegro de Pepe, fue quien lo introdujo en la institución. En 1967 comenzó a jugar en las ligas infantiles con el Club Guadalajara y pronto empezó desarrollar un talento que fue percibido de inmediato por los entrenadores, por lo que tan sólo con 17 años de edad obtuvo la titularidad en Primera División de México con Chivas. Debutó como profesional en la temporada 1970-71 en Torreón contra el Club de Fútbol Laguna, ese partido fue ganado por el Rebaño con marcador de 1-0. Su actuación impresionó al Ing. Javier de la Torre, entonces técnico del Guadalajara y fue así comoPepe se ganó la titularidad, sin soltarla más.
Durante varias temporadas jugó en varias posiciones, desde la media a la delantera, en la temporada 1972-73 el peruano Walter Ormeño lo colocó como medio ofensivo, posición en la que mejor se adaptó, donde pudo mostrar su talento y sobresalir ya con Horacio Troche como entrenador.
A los 27 años su carrera se comenzó a transformar en leyenda, cuando en un duelo de corte amistoso celebrado en Los Ángeles, California cuando de su mano el Rebaño dictó una cátedra de fútbol al Argentinos Juniors, escuadra pampera que traía entre sus filas a un diamante en bruto Diego Armando Maradona, quien frente al fútbol alegre, generoso y productivo como el de José Martínez González no tuvo más que rendir pleitesía.
El número 22 del Guadalajara llenó por completo el ojo de los argentinos, quienes ofrecieron un espacio para que Pepe Martínez llevara su fútbol a Sudamérica y por qué no, convertirse así en el socio ideal de su naciente figura dentro de las canchas.
El 14 de febrero de febrero de 1981, la historia de Pepe Martínez dio un giro inesperado cuando un fatal accidente en la carretera le cortó las alas de vida al talentoso volante ofensivo rojiblanco, quien ese día y sin imaginarlo decidió cambiar su lugar habitual en el autobús rojiblanco con su gran amigo Hugo Díaz de la Paz.
El 14 de febrero de 1981, Pepe viajaba con el equipo hacia Puebla de Zaragoza, para enfrentar al Puebla FC, el camión que transportaba al equipo fue arrollado por un tráiler costándole la vida, a partir de ese momento el número 22 que portaba José fue retirado, y sólo se ha utilizado pocas veces por cuestiones obligatorias como en la Copa Libertadores. Al saber la noticia, los aficionados tapatíos de inmediato se ubicaron en las afueras de funerales Rizo, donde llegaría el cuerpo de Pepe, ahí estuvieron toda la noche.
Los restos de Pepe fueron transportados desde Puebla en vía terrestre, utilizando una ambulancia especial. Al principio, el Club Guadalajara anunció que por el deseo de sus padres y hermanos, los restos de Pepe serían sepultados en Santa Cruz, en la tierra que lo vio nacer; pero por petición de su esposa, después de una misa de cuerpo presente en la Capilla del Recinto la Paz, el cuerpo permaneció en Guadalajara.